# Erjon Bogdani
Erjon Bogdani (Tirana, Albània, 14 d'abril de 1977), futbolista albanès. Juga de davanter i el seu actual equip és l'AC Siena de la Serie B d'Itàlia. Té el malnom de "Bogu".

## Selecció nacional
Ha estat internacional amb la Selecció de futbol d'Albània, ha jugat 64 partits internacionals i ha marcat 15 gols.

## Clubs
| Club               | País    | Any       |
| ------------------ | ------- | --------- |
| FK Partizani       | Albània | 1994-1997 |
| Gençlerbirliği     | Turquia | 1998      |
| NK Zagreb          | Croàcia | 1998-1999 |
| Reggina Calcio     | Itàlia  | 2000-2003 |
| Salernitana Calcio | Itàlia  | 2003-2004 |
| Hellas Verona      | Itàlia  | 2004-2005 |
| AC Siena           | Itàlia  | 2005-2006 |
| AC Chievo Verona   | Itàlia  | 2007      |
| AS Livorno         | Itàlia  | 2007-2008 |
| AC Chievo Verona   | Itàlia  | 2008-2010 |
| AC Cesena          | Itàlia  | 2010-2012 |
| AC Siena           | Itàlia  | 2012-     |

## Palmarès

### Campionats nacionals
| Títol                      | Club           | País    | Any       |
| -------------------------- | -------------- | ------- | --------- |
| Copa d'Albània             | FK Partizani   | Albània | 1997      |
| Primera Divisió de Croàcia | NK Zagreb      | Croàcia | 1999      |
| Serie B                    | Reggina Calcio | Itàlia  | 2001-2002 |